# Gary Glitter
Gary Glitter, pseudonimo di Paul Francis Gadd (Banbury, 8 maggio 1944), è un cantautore e musicista britannico.
Glitter ha raggiunto il successo nei primi anni settanta, nel momento in cui salì alla ribalta il movimento del glam rock. In quel periodo raggiunse la vetta delle classifiche di vendita britanniche con molti brani, tra cui Rock and Roll, I Love You Love Me Love, I'm the Leader of the Gang (I Am) e Hello, Hello, I'm Back Again. Tra il 1972 e il 1995 26 singoli di Glitter entrarono in classifica procurando all'artista una permanenza complessiva di 180 settimane nella UK Top 100; dodici di questi entrarono tra i primi 10 e tre raggiunsero la prima posizione.
Dopo il boom degli anni settanta ha continuato a registrare e pubblicare dischi e il suo Another Rock n' Roll Christmas del 1984 è stato uno dei brani natalizi di maggior successo di tutti i tempi. Ha pubblicato sette album in studio e almeno 15 raccolte di grandi successi o album dal vivo. Nel 1988 la sua interpretazione di Rock and Roll è stata inclusa nella lista delle 1.001 migliori canzoni della storia della musica dal critico Dave Marsh. Per vari decenni la sua Rock and Roll, Part 2, brano principalmente strumentale, è stata eseguita negli Stati Uniti durante gli eventi sportivi per intrattenere il pubblico e provocare gli applausi.
Alla fine degli anni novanta l'immagine pubblica di Glitter è stata indelebilmente macchiata in conseguenza dei due arresti del 1997 e 1999 subiti in Gran Bretagna per possesso di pornografia infantile. Nel 2006 un tribunale vietnamita lo ha riconosciuto colpevole di aver commesso atti osceni con minori. Tali condanne hanno, di fatto, posto fine alla sua lunga carriera e trasformato quello che un tempo era un intrattenitore amato e di successo in una sorta di detestato simbolo del male.
Nell'ottobre 2012 Glitter è stato nuovamente arrestato nell'ambito dell'Operazione Yewtree, un'estesa indagine della polizia su presunti abusi sessuali a danni di minori commessi a partire dagli anni cinquanta e che ha preso il via dallo scandalo scoppiato in seguito alle rivelazioni sugli abusi commessi dal popolare presentatore televisivo Jimmy Savile, scomparso non molto tempo prima.

## Biografia

### Gioventù
Paul Francis Gadd è nato a Banbury, nell'Oxfordshire. La madre, una donna delle pulizie, non era sposata e inizialmente lo allevò anche grazie all'aiuto della nonna; non ha mai saputo chi fosse suo padre. È stato un ragazzino dal carattere ribelle e poco controllabile e una volta a 10 anni, assieme al fratello, fu preso in consegna dai servizi sociali. Nonostante la famiglia fosse protestante, frequentò una scuola cattolica. Fin da giovane faceva frequenti incursioni a Londra, iniziando a frequentare i club che sarebbero poi diventati la rampa di lancio della sua carriera musicale.

### Gli esordi
A sedici anni Glitter aveva già iniziato ad esibirsi sulla scena londinese e la sua carriera iniziò a decollare quando salì sul palco di celebri locali come il Two I's di Soho, il Laconda e il Safari Club. Il suo primo repertorio era composto da un misto di classici del rock'n roll e delicate ballad.
Ebbe la prima grossa opportunità quando fu notato dal produttore cinematografico Robert Hartford Davis che gli finanziò una sessione di registrazioni presso la Decca Records. Con il nome d'arte di Paul Raven nel gennaio 1960 pubblicò il primo singolo Alone in the night.
L'anno seguente, con un nuovo manager, Vic Billings, firmò un nuovo contratto discografico con la Parlophone e iniziò a lavorare con il produttore George Martin prima che questi legasse il proprio nome a quello dei Beatles. Martin gli produsse due singoli, Walk on Boy e Tower of Strength, ma nessuno dei due ebbe buoni riscontri di vendite, così la carriera dell'allora Raven entrò in una fase di stallo. Nel 1964, mentre Martin insieme ai Beatles stava conquistando il mondo musicale, Raven doveva lavorare come musicista di seconda fila e aiutante, suonando dei brani per riscaldare il pubblico prima delle registrazioni del programma televisivo Ready Steady Go!. Partecipò alla realizzazione di numerosi spot televisivi e sostenne vari provini; in quel periodo incontrò l'arrangiatore-produttore Mike Leander che lo aiutò a rilanciare la sua carriera.

### Gary Glitter
Raven all'inizio del 1965 si unì quindi alla Mike Leander Show Band. Ebbe quindi l'incarico di fare il produttore in alcune sessioni di registrazione di altri artisti, come Thane Russell e un gruppo beat scozzese, The Poets. Dopo lo scioglimento del gruppo di Leander, Raven insieme al sassofonista John Rossall formò i Boston International e trascorse i cinque anni successivi esibendosi in tour in Gran Bretagna e Germania, registrando dei brani solo occasionalmente. Tra il 1968 e il 1970 cambiò nuovamente nome d'arte passando a Paul Monday e registrò alcuni singoli come Musical Man, Goodbye Seattle e una cover di Here Comes the Sun di George Harrison, facendo nuovamente capolino tra gli scaffali dei negozi di dischi.
Quando nel 1971 il movimento del glam rock fu nel pieno della sua diffusione prese il nome di Gary Glitter, che ideò cercando una buona allitterazione con le lettere dell'alfabeto dopo essere partito dalla Z; tra i possibili nomi che aveva ideato e poi scartato c'erano Terry Tinsel, Stanley Sparkle e Vicky Vomit. Iniziò così a creare lo stile che avrebbe poi caratterizzato il suo personaggio.
Il pezzo che iniziò a rendere popolare il nome di Gary Glitter e diede inizio alla sua carriera prese il via da un'improvvisazione di una quindicina di minuti dalla quale furono estrapolati due brani di tre minuti di durata pubblicati come lato A e lato B di un singolo intitolato Rock and roll parte 1 e parte 2. Rock and Roll parte 2 finì per diventare quello più popolare in molti paesi, nonostante ci fossero voluti circa sei mesi prima della sua reale affermazione; raggiunse la seconda posizione della classifica di vendita britannica ed entrò tra i primi dieci di quella statunitense, uno dei pochi brani del movimento glam britannico a riuscirci. Anche Rock and roll parte 1 fu comunque un successo: raggiunse la vetta della classifica francese e anch'esso entrò in quella britannica contemporaneamente alla "gemella".

### Il successo
Rock and Roll fu seguita da altri successi: nei tre anni successivi Glitter, accompagnato sul palco dai Glittermen o dalla The Glitter Band contese a Sweet, Slade e T. Rex il dominio delle classifiche di vendita. Pubblicò altri singoli di notevole successo in Gran Bretagna come I'm the Leader of the Gang (I Am) che nell'estate 1973 fu il suo primo a raggiungere la prima posizione nel paese, e I Love You Love Me Love, che ne ripercorse le tracce di lì a poco. Anche una ballad come Remember Me This Way, abbastanza anomala rispetto al suo stile, raggiunse la terza posizione della chart. Undici suoi singoli raggiunsero consecutivamente la top ten della classifica britannica, da Rock and Roll del 1972 a Doing Alright With the Boys, dell'estate 1975.
Rock and Roll (Part Two) è diventato una sorta di inno sportivo in Nord America. Il pezzo veniva spesso usato per celebrare una segnatura o una vittoria e tutti i tifosi cantavano "Hey!" insieme al coro. In particolare i tifosi dei Miami Heat cantavano "Heat!" al posto di "Hey!". In conseguenza dei guai giudiziari di Glitter, alcune società hanno smesso di farla eseguire, ma resta comunque ancora abbastanza utilizzata.
Nonostante il rilevante successo nel Regno Unito Glitter non riuscì ad avere lo stesso impatto negli Stati Uniti, dove il glam rock era visto come una sorta di curiosità se non peggio. Entrò solo una seconda volta nella classifica statunitense con I Didn't Know I Loved You (Till I Saw You Rock 'n Roll).
Dopo Doing Alright With the Boys Glitter vinse il premio Saturday Scene per il miglior artista, organizzato dalla LTW. Il disco successivo fu una cover del classico rhythm and blues dei Rivingtons Papa-Oom-Mow-Mow che non riuscì ad andare oltre la trentottesima posizione delle classifiche britanniche. Dopo alcuni altri dischi che ottennero un riscontro di pubblico mediocre e simile a questo Glitter all'inizio del 1976 annunciò il suo ritiro dalla scena musicale per mettere su famiglia con la sua nuova compagna. Nello stesso anno uscì la sua prima raccolta di grandi successi, intitolata semplicemente Greatest Hits. L'anno seguente fu pubblicata una raccolta simile a basso prezzo dalla Hallmark Entertainment intitolata I Love You Love Me Love.

### Il ritorno alla musica e altre attività
Nel 1976 Glitter, oltre a vedere il suo successo declinante e le vendite dei dischi in calo, dovette affrontare anche problemi di tossicodipendenza. Se ne andò così all'estero per due anni, vivendo in Francia e Australia, prima di rientrare nel Regno Unito.
La sua carriera ebbe un altro salto verso il basso verso la fine degli anni settanta e Glitter dovette dichiarare bancarotta per la prima volta (ha dovuto farlo una seconda volta a causa di tasse non pagate negli anni novanta). Aveva anche iniziato a bere pesantemente e in seguito ha ammesso di aver anche pensato al suicidio. Nemmeno l'ingresso di due singoli, It Takes All Night e A Little Boogie Woogie in the Back of My Mind, tra i primi 40 più venduti in Gran Bretagna riuscirono a risollevarne la condizione finanziaria e a rilanciarlo davvero. A fare questo riuscirono il pubblico del periodo post-punk e alcuni degli artisti appartenenti a quel movimento, che rispettavano e apprezzavano il lavoro di Glitter; la sua influenza si fece infatti sentire sia sul post-punk che su musicisti new wave, britpop, hair metal e anche sul primo punk rock.
Da allora Glitter ha continuato ad essere seguito da un pubblico limitato ma fedele. Questo gli diede l'opportunità di pubblicare un medley dance dei suoi maggiori successi All That Glitters, che entrò nelle classifiche di vendita nel 1981. Nei tre anni successivi riuscì ad esibirsi in un'ottantina di spettacoli dal vivo l'anno in club e college universitari, piazzando in classifica altri due singoli, Dance Me Up (25º posto) e Another Rock N' Roll Christmas (7º posto).
Nel 1988, il duo The KLF pubblicò, usando l'alias, The Timelords, Doctorin' the Tardis, contenente un campionamento della sua traccia Rock and Roll.
Il ritorno sulle scene di Glitter degli anni ottanta vide diversi suoi pezzi inseriti in raccolte al fianco di artisti come Sandie Shaw e Tina Turner e vari suoi brani furono campionati e remixati da altri artisti.
Nel 1991 aprì un ristorante nel West End di Londra, il Glitter's Snack Bar, che pubblicizzò con lo slogan "Leader of the Snack". Il locale ottenne inizialmente un certo successo ma con il tempo gli affari iniziarono a calare e verso la fine degli anni novanta chiuse.
All'inizio degli anni novanta Glitter, scaduto il suo contratto con la Virgin, fondò anche una propria etichetta discografica, la Attitude Records. Aveva firmato per la Virgin dopo aver lasciato nel 1984 la Arista Records alla fine di un rapporto durato ben dodici anni. In seguito la Attitude Records venne fusa con la Machmain Ltd, un'altra società di proprietà di Glitter.
Trascorse il decennio seguente suonando dal vivo come cantante a ingaggio e contando sul suo solido repertorio che faceva sì che le numerose raccolte di successi che pubblicava continuassero a vendere bene. Fu protagonista di una campagna pubblicitaria delle ferrovie britanniche nella quale tentava (chiaramente senza riuscirci) di sembrare più giovane per ottenere una tessera sconto per ragazzi. Nel 1991 pubblicò anche un nuovo album di studio Leader II le cui vendite furono discrete.
Nel 1994 sorprendentemente fu molto apprezzata la sua esibizione al concerto organizzato a Chicago in occasione dei mondiali di calcio, concerto che fu teletrasmesso in 46 paesi. Nel 1996 interpretò il ruolo del Padrino nella riedizione del tour di Quadrophenia degli Who e incise anche un nuovo singolo, una versione delle celebre The House of the Rising Sun. Gli Oasis citarono la sua Hello, Hello, I'm Back Again del 1973 nella prima traccia del loro album (What's the Story) Morning Glory?, disco di enorme successo.
Rock and Roll (Part Two), oltre che durante gli eventi sportivi fu inserita nelle colonne sonore di film di primo piano come Full Monty - Squattrinati organizzati, Un tipo imprevedibile, Mi presenti i tuoi?, Le riserve e Joker.

## Discografia

### Album studio
- 1972 - Glitter (Bell)
- 1973 - Touch Me (Bell)
- 1975 - G.G (Bell)
- 1977 - Silver Star (Arista)
- 1984 - Boys Will Be Boys (Arista)
- 1991 - Leader II (Edel Music)
- 2001 - On (Muchmain Ltd.)

### Album dal vivo
- 1974 - Remember Me This Way (Bell)
- 1985 - Live and Kicking (American Phonograph)
- 1988 - Live and Alive (Imtrat)
- 1989 - Gary Glitter's Gangshow: The Gang, the Band, the Leader (Castle Communications)
- 2005 - Live in Concert

### Raccolte
- 1975 - Always Yours (Sounds Sperb, Music for Pleasure, Bell)
- 1975 - Greatest Hits
- 1977 - I Love You Love Me Love (Pickwick)
- 1977 - Golden Greats (GTO)
- 1984 - Leader (Epic)
- 1987 - C'mon, C'mon ... It's the Gary Glitter Party Album (Telstar)
- 1991 - Rock and Roll: Gary Glitter's Greatest Hits (Rhino)
- 1992 - Many Happy Returns - The Hits (EMI)
- 1997 - The Ultimate Gary Glitter - 25 Years of Hits (Snapper Music)
- 2011 - All That Glitters: The Best of Gary Glitter (Repertoire)
- 2011 - The Hey Song (Rock & Roll Part 2): The Greatest Hits (Snapper Music)

### EP
- 1980 - I'me the Leader of the Gang

### Singoli
- 1972 - Rock and Roll Part 1
- 1972 - I Didn't Know I Loved You (Till I Saw You Rock and Roll)
- 1973 - Do You Wanna Touch Me
- 1973 - Hello, Hello, I'm Back Again
- 1973 - I'm the Leader of the Game (I Am)
- 1973 - I Love You Love Me Love
- 1974 - Remember Me This Way
- 1974 - Always Yours
- 1974 - Oh Yes! You're Beautiful
- 1975 - Love Like You and Me
- 1975 - Doing Alright with the Boys
- 1975 - Papa-Oom-Mow-Mow
- 1976 - You Belong to Me
- 1976 - It Takes All Night Long (Part I)
- 1977 - A Little Boogie Woogie in the Back of My Mind
- 1977 - I Dare You to Lay One on Me
- 1978 - Oh What a Fool I've Been
- 1979 - Superhero
- 1980 - What Your Mama Don't See (Your Mama Don't Know)
- 1981 - All That Glitters
- 1981 - When I'm On, I'm On
- 1981 - And Then She Kissed Me
- 1982 - Be My Baby
- 1982 - Suspicious Mind
- 1984 - Dance Me Up
- 1984 - Shout, Shout, Shout
- 1984 - Another Rock and Roll Christmas
- 1985 - Love Comes
- 1985 - Rock 'n' Roll
- 1986 - I'm the Leader of the Gang (I Am) (con le Girlschool)
- 1987 - Rock and Roll (Part 3)
- 1987 - Rock and Roll (Part 5)
- 1988 - Frontiers of Style
- 1990 - Red Hot (Reputation)
- 1991 - Ready to Rock
- 1992 - Through the Years
- 1992 - And the Leaders Rocks On (Medley/Megamix)
- 1995 - Hello Hello, I'm Back Again (Again!)
- 1996 - House of the Rising Sun